# Mansoa difficilis
Mansoa difficilis là một loài thực vật có hoa trong họ Chùm ớt. Loài này được (Cham.) Bureau & K.Schum. mô tả khoa học đầu tiên năm 1896.